# Manuela Carnini
Manuela Carnini (Busto Arsizio, 12 de octubre de 1973) es una deportista italiana que compitió en natación sincronizada. Ganó cuatro medallas de bronce en el Campeonato Europeo de Natación entre los años 1991 y 1995.

## Palmarés internacional
| Campeonato Europeo | Campeonato Europeo      | Campeonato Europeo | Campeonato Europeo |
| Año                | Lugar                   | Medalla            | Prueba             |
| ------------------ | ----------------------- | ------------------ | ------------------ |
| 1991               | Atenas (Grecia)         | Medalla de bronce  | Equipo             |
| 1993               | Sheffield (Reino Unido) | Medalla de bronce  | Equipo             |
| 1995               | Viena (Austria)         | Medalla de bronce  | Dúo                |
| 1995               | Viena (Austria)         | Medalla de bronce  | Equipo             |